# ルイス・アントニオ・ジ・ソウザ・ソアレス
ルイス・アントニオ（Luiz Antônio）ことルイス・アントニオ・ジ・ソウザ・ソアレス（ポルトガル語: 'Luiz Antônio de Souza Soares、1991年3月11日 - ）は、ブラジルのサッカー選手。ポジションはMF。

## クラブ歴
2003年、11歳の時にCRフラメンゴの下部組織に入団。2011年6月19日にカンピオナート・ブラジレイロ・セリエAで初出場。8月26日に2016年まで契約を更新したが、その後肩を負傷し残りのシーズンを棒に振った。2012年にトップチームに昇格し、1月25日にコパ・リベルタドーレス2012でプロ初得点。
2015年12月29日に1年の期限付き移籍でスポルチ・レシフェに加入。カンピオナート・ペルナンブカーノではスターティングメンバーであったが、カンピオナート・ブラジレイロ・セリエAでは控えに回ったために期限付き移籍は打ち切られた。その直後にECバイーアに年末までの期限付き移籍が決まった。ここではスターティングメンバーとして昇格に貢献した。
2017年1月16日にアソシアソン・シャペコエンセ・ジ・フチボウに1年の期限付き移籍で加入。コパ・リベルタドーレス2017のデビュー戦では決勝点をあげるなどレギュラーとして活躍した。2018年にシャペコエンセに完全移籍した。
2018年7月24日、アル・シャバブ・リヤドに移籍した。

## タイトル
フラメンゴ
- コパ・ド・ブラジル: 2013
- カンピオナート・カリオカ: 2014

シャペコエンセ
- カンピオナート・カタリネンセ: 2017